# Jacques Vanière
Jacques Vanière ou Jacobi Vanierii, como assinava em latim (Causses-et-Veyran, 9 de março de 1664 – Toulouse, 2 de agosto de 1739) foi um padre jesuíta e poeta francês.
Após tornar-se jesuíta, lecionou humanidades e retórica em algumas instituições. Em 1710, Vanière publicou o Dictionarium poeticum que foi reeditada várias vezes. Publicou ainda diversos poemas menores como Stagna (Lagoas), Columbae (Pombas), Vitis (Uvas) e Ollus (Jardim), que foram reunidos posteriormente em um volume único, onde retrata sua vida pastorial, intitulado  Praedium rusticum. A primeira edição foi publicada em 1707 e era dividida em dez livros, que foram reorganizados em dezesseis livros na edição de 1739.